# Ходжаєв Асаділла Ашрапович
Асаділла Ашрапович Ходжаєв (12 квітня 1920, місто Ташкент, тепер Узбекистан — 6 вересня 1983, місто Ташкент, тепер Узбекистан) — радянський узбецький діяч, секретар ЦК КП Узбекистану, 1-й секретар Ташкентського міського комітету КП Узбекистану. Депутат Верховної ради Узбецької РСР 6—10-го скликань. Депутат Верховної Ради СРСР 7—9-го скликань.

## Життєпис
Народився в родині робітника.
У 1942 році закінчив Ташкентський інститут інженерів залізничного транспорту.
У 1942—1951 роках — майстер виробничого навчання, старший майстер, інженер, старший інженер, начальник Кокандської дистанції колії Середньоазіатської (Ташкентської) залізниці.
Член ВКП(б) з 1945 року.
У 1951—1954 роках — інструктор промислово-транспортного відділу ЦК КП Узбекистану.
У 1954—1963 роках — заступник, 1-й заступник міністра автомобільного транспорту та шосейних доріг Узбецької РСР.
У грудні 1962 — квітні 1964 року — 1-й секретар Самаркандського промислового обласного комітету КП Узбекистану.
У квітні 1964 — грудні 1967 року — голова виконавчого комітету Самаркандської обласної ради депутатів трудящих.
У грудні 1967 — 1968 року — голова Організаційного бюро ЦК КП Узбекистану по Наманганській області.
У 1968 — 17 лютого 1973 року — 1-й секретар Наманганського обласного комітету КП Узбекистану.
15 лютого 1973 — грудень 1978 року — 1-й секретар Ташкентського міського комітету КП Узбекистану.
19 грудня 1978 — 6 вересня 1983 року — секретар ЦК КП Узбекистану.
Одночасно, 14 березня 1980 — 6 вересня 1983 року — голова Верховної ради Узбецької РСР.
Помер 6 вересня 1983 року в місті Ташкенті.

## Нагороди
- дваордени Леніна
- два ордени Трудового Червоного Прапора
- медалі
- Заслужений будівельник Узбецької РСР